# Sông Sénégal
Sông Sénégal (tiếng Pháp: Fleuve Sénégal) là một sông dài 1.790 km (1.110 mi) ở Tây Phi, tạo thành biên giới giữa hai nước Sénégal và Mauritanie.
Đầu nguồn của sông Sénégal là các sông Semefé (Bakoye) và sông Bafing, và cả hai đều bắt nguồn từ Guinea; chúng tạo thành một phần nhỏ của biên giới Guinea-Mali trước khi hợp lưu tại Bafoulabé ở Mali. Từ đó, sông Sénégal chảy về phía tây rồi phía bắc qua Hẻm núi Talari gần Galougo và qua thác Gouina, sau đó chảy qua Kayes, nơi nó nhận nước từ Kolimbiné. Sau khi nhận nước của Karakoro, sông Sénégal tạo thành khoảng vài chục ki-lô-mét biên giới giữa Mali-Mauritanie cho đến Bakel, nơi nó nhận nước của sông Falémé. Sông Sénégal chảy qua vùng đất bán khô hạn ở phía bắc của Sénégal, tạo thành biên giới với Mauritanie và đổ ra Đại Tây Dương. Tại Kaedi, nó nhận nước của sông Gorgol bắt nguồn từ Mauritanie. Sau khi chảy qua Bogué, sông tiến đến Richard Toll nơi nó lại nhận nước của sông Ferlo bắt nguồn từ vùng Lac de Guiers tại nội địa Sénégal. Sông Sénégal sau đó chảy qua Rosso và ở gần cửa sông, sông đổi hướng nam và tiến đến Saint-Louis. Sông Sénégal chia tách Đại Tây Dương với một dải cát được gọi là Langue de Barbarie trước khi đổ vào đại dương.
Trên dòng chảy của sông Sénégal có hai đập lớn và đa mục đích là đập Manantali tại Mali và đập Maka-Diama tại biên giới Mauritanie-Senegal, gần cửa thoát ra biển nhằm ngăn xâm nhập mặn.
Sông Sénégal có diện tích lưu vực là 270.000 km², lưu lượng dòng chảy bình quân là 680 m³/s và tổng lưu lượng nước hàng năm là 21,5 km³. Các chi lưu quan trọng là sông Falémé, sông Karakoro, và sông Gorgol.
Xuôi dòng từ Kaédi, sông chia làm hai nhánh. Nhánh bên trái gọi là Doué và chảy song song với nhánh chính ở phía bắc. Sau 200 km hai nhánh lại hợp nhất chỉ vài km về phía xuôi dòng từ Pondor. Dải đất dài giữa hai nhánh được gọi là Île á Morphil.
Năm 1972, Mali, Mauritanie và Senegal đã thành lập Organisation pour la mise en valeur du fleuve Sénégal (OMVS) để quản lý lưu vực sông. Guinea gia nhập vào năm 2005.
Ngày nay, việc vận chuyển hàng hóa và hành khách bằng đường sông Sénégal đã trở nên rất hạn chế. OMVS đã xem xét tính khả thi của việc tạo ra một tuyến kênh thông hành rộng 55 m giữa thị trấn Ambidédi tại Mali và Saint-Louis, dài 905 km. Kênh này sẽ cung cấp đường tiến ra Đại Tây Dương cho đất nước Mali không có biển.
Quần thể động vật nước ngọt tại lưu vực sông Sénégal có quan hệ chặt chẽ với lưu vực sông Gambia, và cả hai thường được gộp thành một vùng sinh thái suy nhất được gọi là  vùng lưu vực Senegal-Gambia. Mặc dù có sự phong phú về loài ở mức cao trung bình, chỉ có ba loài ếch và cá là loài đặc hữu của vùng này.